# 饶伟辉
饶伟辉（1989年3月25日—），是中国足球运动员，目前效力于中超球隊梅州客家。他从2008年联赛开始获得出场机会，由于技术能力和年龄因素而受到了相当程度的关注。
2014年11月18日首次代表中國國家足球隊對戰洪都拉斯國家足球隊。

## 榮譽
北京人和
- 中國足協盃: 2013
- 中國足球協會超級盃: 2014